# Айнаколь (Аксуська міська адміністрація)
Айнако́ль (каз. Айнакөл) — село у складі Аксуської міської адміністрації Павлодарської області Казахстану. Входить до складу сільського округу Канаша Камзіна.
Населення — 642 особи (2021; 855 у 2009, 633 у 1999, 717 у 1989).
Національний склад станом на 1989 рік:
- казахи — 60 %
- росіяни — 23 %

Станом на 1989 рік село називалось Айдаколь.